# Оксипоровые
Оксипоровые (лат. Oxyporaceae) — выделенное в 2014 году семейство грибов, входящее в порядок Гименохетовые (Hymenochaetales).

## Описание
- Плодовые тела однолетние или многолетние, распростёртые или шляпочные, приросшие к субстрату, окрашенные в белые, кремовые или охряные тона.
- Гименофор трубчатый, обычно с округлыми или угловатыми, часто неправильной формы порами.
- Гифальная система псевдодимитическая. Генеративные гифы без пряжек, тонкостенные; псевдоскелетные гифы с утолщенными стенками. Цистиды и псевдоцистиды у большинства представителей имеются, различной формы. Базидии с 4 спорами, булавовидные. Споры неамилоидные, бесцветные, эллиптической или почти шаровидной формы, гладкие, тонкостенные.

## Экология
Представители семейства — сапротрофы (часто патогенные), вызывающие белую гниль хвойных и лиственных деревьев.

## Таксономия
- Leucophellinus Bondartsev & Singer ex Singer, 1944
- Oxyporus (Bourdot & Galzin) Donk, 1933 — Оксипорус